# 麦仙翁属
麦仙翁属（学名：Agrostemma）是石竹科下的一个属，为一年生或多年生草本植物。该属共有2种，分布于欧洲、亚洲、非洲和北美。